# Cycas nongnoochiae
Cycas nongnoochiae es una especie de Cycadopsida del género Cycas, de la familia Cycadaceae, del orden Cycadales.

## Distribución
Cycas nongnoochiae se distribuye por Laos (Vientián) y Tailandia (Nakhon Sawan).

## Taxonomía
Fue descrita científicamente por Kenneth D. Hill. Fue publicado por primera vez en Brittonia 51(1): 60-62, fig. 7. en 1999.